# ティナ・バウン
ティナ・バウン (Tine Baun、旧姓はラスムセン（Rasmussen）、1979年7月21日 -）はデンマークの女子バドミントン選手。元女子シングルス世界ランキング1位（2008年11月）。

## 経歴
オリンピックには3度出場している。2004年アテネオリンピックではブルガリアのペトヤ・ネーデルチューワに敗れて初戦敗退。
北京オリンピックに第6シードで出場したが、3回戦でインドネシアのマリア・クリスティン・ユリアンティに1-2（21-18、19-21、14-21）で逆転負けを喫する。
2012年ロンドンオリンピックでは予選リーグを突破した後、決勝トーナメント1回戦で日本の佐藤冴香と対戦し、第1ゲーム14-15の場面で佐藤が負傷棄権したため準々決勝に進出。しかし準々決勝ではインドのサイナ・ネワールに0-2（15-21、20-22）で敗れた。
世界選手権はパリで開催された2010年世界選手権において準決勝で王琳に敗れたが銅メダルを獲得。
この他に特筆する実績として、伝統のある全英オープンで2008年と2010年に優勝、2009年は準優勝している。2007年のヨネックスオープンジャパンでは1回戦から全戦中国生まれの選手と対戦。準々決勝で第1シードの張寧、準決勝で盧蘭、決勝で謝杏芳に勝利して優勝。ヨーロッパ選手権では2010年に優勝して金メダルを獲得している。
2013年の全英オープンでの優勝を最後に現役引退。